# دیتر آیلتس
دیتر آیلتس (به آلمانی: Dieter Eilts) بازیکن فوتبال و مدافع اهل آلمان است که از سال ۱۹۹۳ میلادی عضو تیم ملی فوتبال آلمان بوده‌است. وی در ۳۱ بازی ملی حضور داشته است و آخرین بازی ملی خود را در سال ۱۹۹۷ میلادی انجام داد. دیتر آیلتس در بازی‌های ملی‌اش گلی به ثمر نرساند.